# Sandrino Piva
Sandrino Piva (Castel San Giovanni, 12 ottobre 1939 – Paderno Dugnano, 16 dicembre 1994) è stato un musicista italiano.

## Biografia
Sandro, detto Sandrino, mostra in tenera età attitudine per la musica. Inizia la sua carriera nel mondo del liscio e della musica da ballo, dopo gli studi suona in diverse orchestre italiane affrontando tournée anche oltre i confini nazionali. Alla fine del 1980 debutta la sua omonima orchestra, dove utilizza la forma dell'orchestra spettacolo durante le sue esibizioni dal vivo, sul palco si alterna a clarinetto, fisarmonica, batteria, sax e basso (in particolare con il sax si cimenta in estemporanee performance). Quattordici orchestrali suonano con lui sul palco indossando abiti coordinati e colorati, effettuando coreografie diverse per ogni brano. 
Così come l'attività di Raoul Casadei, partita dalla riviera romagnola, quella di Sandrino Piva partita dall'Emilia, si pone l'obiettivo di offrire uno show coinvolgente attraverso la formula dell'orchestra spettacolo. La carriera di Sandrino Piva dura 14 anni. Nel dicembre del 1994 alla discoteca Papyrus a Palazzolo Milanese un attacco cardiaco ne causerà l'improvvisa scomparsa.

## Compositore e autore
Direttore d'orchestra, compositore ed autore. Le produzioni di liscio e musica da ballo gli sono valse nel 1983 un disco d'argento con l'album  "Noi Due" e nel 1985 un disco d'oro con l'album  "Cuore di Zingaro", nel 1989 un disco d'oro con l'album "Zigano" e nel 1990 un altro disco d'oro con l'album "Asta la Vista".

## Curiosità
Nel corso degli anni '80 e '90 tante sono le sue partecipazioni in programmi TV sulle reti televisive pubbliche e private nazionali, quali: 
- Drive in
- Pronto è la RAI?
- Pronto chi gioca?
- Prisma
- Uno mattina

## Discografia
Il primo album dal titolo “Grande Amore” firmato da Sandrino Piva esce nel 1981, seguiranno altri 26 album tra inediti e raccolte. Questo l'elenco in ordine alfabetico:
- A me piace Sandrino Piva
- Asta la Vista
- Ballata di un soldato
- Bimba Bruna
- Bimba dagli occhi blu
- Buon Natale
- Canzoni all'italiana
- Cuore di Zingaro
- Due fisarmoniche in allegria
- Fisarmonicando
- Grande Amore
- Il valzer del buonumore
- La mia mamma
- Noi due
- Pensiero al vento
- Sandrino Piva 90
- Sandrino Piva in discoteca
- Sei un pistola
- Senza catene
- Sulla Città
- Terra Lontana
- Una chitarra una canzone
- Una rosa per te
- Una vita in musica
- Vola colomba
- Volare cantare sognare
- Zigano Angelo mio

## Premi e riconoscimenti
- 1983 - Noi due | Disco d'argento
- 1985 - Cuore di zingaro | Disco d'oro
- 1987 - Una rosa per te | Disco d'oro
- 1988 - La mia mamma | Disco d'oro
- 1989 - Angelo mio | Disco d'oro
- 1990 - Asta la vista | Disco d'oro
- 1991 - Una vita in musica | Disco d'oro